# Cape Breton Eagles
Cape Breton Eagles, tidigare Cape Breton Screaming Eagles, är ett kanadensiskt ishockeylag för juniorer som spelar i QMJHL sedan säsongen 1997/1998. Man håller till i Sydney, Nova Scotia. Lagets mest kända spelare är målvakterna Marc-Andre Fleury och Ondrej Pavelec som tidigare spelat i klubben. Lagets enda svenska spelare heter Viktor Hertzberg.